# Hans Lenz (Politiker, 1907)

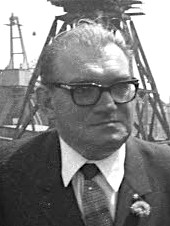
Hans Lenz (1964)

Hans Lenz (* 12. Juli 1907 in Trossingen; † 28. August 1968 in Rottweil) war ein deutscher Politiker (FDP/DVP). Er war von 1961 bis 1962 Bundesschatzminister und von 1962 bis 1965 Bundesminister für wissenschaftliche Forschung.

## Ausbildung und Beruf
Lenz, ein Urenkel von Matthias Hohner, absolvierte zunächst die Realschule in Trossingen und wechselte dann auf das Dillmann-Realgymnasium in Stuttgart. Nach dem Abitur 1926 studierte er Neuphilologie und Philosophie in Tübingen, Berlin, London, Paris und Reykjavík. Er beendete sein Studium 1932 mit dem ersten philologischen Staatsexamen und absolvierte anschließend eine Ausbildung zum Buchhändler. Er war dann ab 1936 als Verlagsleiter in Breslau und ab 1942 als Verlagsleiter in Wien tätig. Als Leutnant der Reserve der Nachrichtentruppe, ausgezeichnet mit dem Eisernen Kreuz I. und II. Klasse nahm er am Zweiten Weltkrieg teil. Es folgten ab 1943 Kriegsteilnahme und Kriegsgefangenschaft.
Von 1947 bis 1950 war Lenz Stellvertretender Direktor des Staatlichen Hochschulinstituts für Musikerziehung in Trossingen. 1951 wurde er Verwaltungsdirektor der Hohner-Stiftung. Von 1965 bis zu seinem Tode war er Präsident des Kuratoriums der Deutschen Stiftung Musikleben. Von 1965 bis zu seinem Tode war Lenz Vorsitzender des Kuratoriums der Friedrich-Naumann-Stiftung. Seit 1959 war Lenz im Auftrag der Stiftung als einer der Herausgeber der Zeitschrift liberal tätig.

## Partei
In der Weimarer Republik gehörte Lenz dem Liberalen Studentenbund, der Hochschulorganisation der DDP an. Zum 1. Mai 1933 trat er der NSDAP bei (Mitgliedsnummer 3.244.986). Seit 1948 war Lenz Mitglied der FDP/DVP. 1951 wurde er zum stellvertretenden Parteivorsitzenden der DVP in Württemberg-Hohenzollern gewählt. Von 1960 bis 1964 war er stellvertretender Bundesvorsitzender der FDP. Von 1959 bis 1966 war er Mitglied im FDP-Bundesvorstand.
Unterlagen über seine politische Tätigkeit befinden sich im Archiv des Liberalismus der Friedrich-Naumann-Stiftung für die Freiheit in Gummersbach.

## Abgeordneter
Seit 1950 war Lenz Stadtrat in Trossingen. 1953 wurde er in den Deutschen Bundestag gewählt. Hier war er von 1957 bis 1961 stellvertretender Vorsitzender der Bundestagsfraktion. Am 5. Oktober 1967 legte er aus gesundheitlichen Gründen sein Bundestagsmandat nieder.

## Öffentliche Ämter

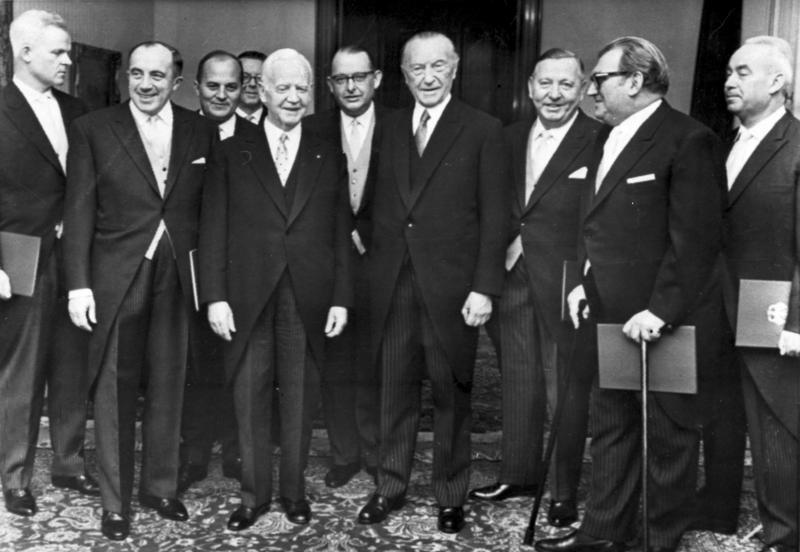
Lenz (mit zwei Stöcken) bei seiner Ernennung zum Forschungsminister am 13. Dezember 1962

Am 14. November 1961 wurde Lenz zum Bundesschatzminister in der von Bundeskanzler Konrad Adenauer geführten Bundesregierung ernannt. Zusammen mit den anderen FDP-Bundesministern trat er anlässlich der Spiegel-Affäre am 19. November 1962 von diesem Amt zurück. Am 13. Dezember 1962 wurde er dann zum Bundesminister für wissenschaftliche Forschung ernannt und behielt dieses Amt auch unter Bundeskanzler Ludwig Erhard. Während seiner Amtszeit als Forschungsminister war Lenz auch Vorsitzender der Deutschen Kommission für Weltraumforschung. Am 28. Januar 1965 legte er den ersten Bundesforschungsbericht der Bundesregierung vor. Er forderte darin, dass die Gesamtausgaben für die Forschung in Deutschland bis 1970 verdoppelt werden müssten, ansonsten würde Deutschland den Anschluss gegenüber anderen Industrienationen in der Forschung verlieren. Nach der Bundestagswahl 1965 schied er am 26. Oktober 1965 aus der Bundesregierung aus.

## Ehrungen
Zu Lenz’ 60. Geburtstag ernannte ihn seine Heimatstadt zum Ehrenbürger. Weitere Ehrungen waren u. a. 1966 die Verleihung des Großkreuzes der Bundesrepublik Deutschland, des Falkenordens der Republik Island und der Titel eines Ehrensenators der Universität Tübingen. Hans Lenz wurde in Trossingen mit einem Staatsbegräbnis für sein politisches Wirken gewürdigt.